# Ambrolauri
Ambrolauri (en georgiano: ამბროლაური) es una ciudad de Georgia ubicada en el sur de la región de Racha-Lechjumi y Baja Esvanetia, siendo la capital del municipio homónimo y de la propia región. Ambrolauri es la co-residencia de la eparquía de Nikortsminda de la Iglesia ortodoxa georgiana. 

## Toponimia
Ambrolauri se conoció como Enukidze, honrando al político soviético Avel Yenukidze, entre 1934 y 1937.

## Geografía
Ambrolauri se sitúa ambos márgenes del río Rioni, en su confluencia con el Krijuli, y está a 550 m sobre el nivel del mar. La ciudad está unos 96 km de Kutaisi y 240 kilómetros al noroeste de Tiflis.

### Clima
El terreno es montañoso y el clima es húmedo. Conoce inviernos moderadamente fríos y veranos relativamente secos y calurosos. La temperatura media anual es de 11,2 °C; siendo en enero de -0,3 °C y en agosto de 22,1 °C. La precipitación es de 1075 mm por año.
| Parámetros climáticos promedio de Ambrolauri (1981–2010) | Parámetros climáticos promedio de Ambrolauri (1981–2010) | Parámetros climáticos promedio de Ambrolauri (1981–2010) | Parámetros climáticos promedio de Ambrolauri (1981–2010) | Parámetros climáticos promedio de Ambrolauri (1981–2010) | Parámetros climáticos promedio de Ambrolauri (1981–2010) | Parámetros climáticos promedio de Ambrolauri (1981–2010) | Parámetros climáticos promedio de Ambrolauri (1981–2010) | Parámetros climáticos promedio de Ambrolauri (1981–2010) | Parámetros climáticos promedio de Ambrolauri (1981–2010) | Parámetros climáticos promedio de Ambrolauri (1981–2010) | Parámetros climáticos promedio de Ambrolauri (1981–2010) | Parámetros climáticos promedio de Ambrolauri (1981–2010) | Parámetros climáticos promedio de Ambrolauri (1981–2010) |
| Mes                                                      | Ene.                                                     | Feb.                                                     | Mar.                                                     | Abr.                                                     | May.                                                     | Jun.                                                     | Jul.                                                     | Ago.                                                     | Sep.                                                     | Oct.                                                     | Nov.                                                     | Dic.                                                     | Anual                                                    |
| -------------------------------------------------------- | -------------------------------------------------------- | -------------------------------------------------------- | -------------------------------------------------------- | -------------------------------------------------------- | -------------------------------------------------------- | -------------------------------------------------------- | -------------------------------------------------------- | -------------------------------------------------------- | -------------------------------------------------------- | -------------------------------------------------------- | -------------------------------------------------------- | -------------------------------------------------------- | -------------------------------------------------------- |
| Temp. máx. abs. (°C)                                     | 17.0                                                     | 23.0                                                     | 28.0                                                     | 33.5                                                     | 35.5                                                     | 36.2                                                     | 41.8                                                     | 41.2                                                     | 39.5                                                     | 33.5                                                     | 24.2                                                     | 19.7                                                     | 41.8                                                     |
| Temp. máx. media (°C)                                    | 5.2                                                      | 7.4                                                      | 12.8                                                     | 19.0                                                     | 23.6                                                     | 26.8                                                     | 29.4                                                     | 29.9                                                     | 26.0                                                     | 20.2                                                     | 12.7                                                     | 6.9                                                      | 18.3                                                     |
| Temp. media (°C)                                         | 0.0                                                      | 1.4                                                      | 5.8                                                      | 11.4                                                     | 15.6                                                     | 19.1                                                     | 22.1                                                     | 22.2                                                     | 18.1                                                     | 12.5                                                     | 6.3                                                      | 1.7                                                      | 11.3                                                     |
| Temp. mín. media (°C)                                    | -3.8                                                     | -3.0                                                     | 0.7                                                      | 5.5                                                      | 9.4                                                      | 13.2                                                     | 16.5                                                     | 16.3                                                     | 12.2                                                     | 7.0                                                      | 1.8                                                      | -2.0                                                     | 6.2                                                      |
| Temp. mín. abs. (°C)                                     | -17.8                                                    | -18.8                                                    | -12.4                                                    | -5.5                                                     | 0.0                                                      | 4.5                                                      | 5.5                                                      | 7.0                                                      | 1.0                                                      | -3.5                                                     | -9.0                                                     | -19.0                                                    | -19.0                                                    |
| Precipitación total (mm)                                 | 96.5                                                     | 70.8                                                     | 77.1                                                     | 84.2                                                     | 98.7                                                     | 96.0                                                     | 84.8                                                     | 79.8                                                     | 86.4                                                     | 115.9                                                    | 108.7                                                    | 100.3                                                    | 1112.4                                                   |
| Fuente: World Meteorological Organization                |                                                          |                                                          |                                                          |                                                          |                                                          |                                                          |                                                          |                                                          |                                                          |                                                          |                                                          |                                                          |                                                          |

## Historia
El territorio de Ambrolauri no ha sido estudiado arqueológicamente de forma sistemática. 
El topónimo Ambrolauri se conoce desde el siglo XVII, siendo parte de la región histórica de Racha. El diplomático ruso Alexey Yevlev, que visitó el Reino de Imericia en 1650, y luego el erudito georgiano Vajushti de Kartli, escribiendo c. 1745, menciona un castillo real en Ambrolauri, donde el río Krijula se convierte en afluente del Rioni. Sin embargo, solo han sobrevivido ruinas insignificantes de ese palacio. El nombre de la ciudad puede haber derivado del apellido Amarolisdze, mientras que el asentamiento podría haberse conocido anteriormente como Metejara, un topónimo registrado en la carta del siglo XI de la catedral de Nikortsminda.
En 1769, el rey imericio Salomón I otorgó Ambrolauri a un príncipe de la familia Machabeli, Zurab, cuñado de los Tsulukidze (una de las principales familias de Racha). Una antigua torre de tres pisos construida con piedra y cal, ubicada en la ciudad, todavía es conocida por los lugareños como la Torre Machabeli. Las ruinas de una iglesia de salón de piedra también se encuentran cerca. Una inscripción de la puerta de la iglesia menciona al rey Jorge III de Imericia (r. 1605-1639) y su familia. En 1909 se desenterró un tesoro de cientos de monedas enterradas a principios del siglo XVII, incluidas aquellas con inscripciones en árabe pegadas en Tbilisi y las emitidas a nombre de Jorge II de Imericia (r. 1565-1585).
Después de la conquista rusa de Imericia en 1810, Ambrolauri pasó a formar parte del distrito de Racha (uyezd). 
En la Georgia soviética, se convirtió en la sede del distrito de Ambrolauri (raión) en 1930 y adquirió el estatus de ciudad en 1966. En 1934, Ambrolauri pasó a llamarse Enukidze en honor al político soviético Avel Yenukidze, en cuya ejecución en 1937, el antiguo nombre de la ciudad fue restaurado.
La ciudad resultó dañada en el terremoto de Racha de 1991 (estimado en 8-9 puntos en la escala de Richter), tras lo cual experimentó una disminución de la población y la actividad económica en los años de la crisis postsoviética. Ambrolauri se convirtió en la sede de la administración regional de Racha-Lechjumi y Baja Esvanetia desde 1995. 
Como resultado de la reforma del gobierno local en 2014, Ambrolauri se separó del municipio homónimo como ciudad autónoma y la población de la ciudad eligió directamente a su primer alcalde. En 2017 se revirtió esta decisión y Ambrolauri, como otras seis ciudades, volvió a perder su estatus de autogobierno cuando el gobierno central consideró que esta reforma era demasiado costosa e ineficiente.

## Demografía
La evolución demográfica de Ambrolauri entre 1939 y 2020 fue la siguiente:
| 1104                                            | 3043 | 2317 | 2639 | 2933 | 2531 | 2047 | 2015 |
| (Fuente: Population of Georgia in Soviet times) |      |      |      |      |      |      |      |

Su población era de 2047 en 2014, con el 99,6% de la población georgiana, habiendo perdido población desde la caída de la URSS.
|              | 1939      | 1939       | 1959      | 1959       | 2014      | 2014       |
| Grupo étnico | Población | Porcentaje | Población | Porcentaje | Población | Porcentaje |
| ------------ | --------- | ---------- | --------- | ---------- | --------- | ---------- |
| Georgianos   | 1038      | 94%        | 3007      | 98,8%      | 2039      | 99,61%     |
| Griegos      | -         | -          | -         | -          | 3         | 0,14%      |
| Rusos        | 41        | 3,7%       | 18        | 0,6%       | 2         | 0,10%      |
| Ucranianos   | 41        | 3,7%       | 3         | 0,1%       | 1         | 0,05%      |
| Judíos       | 10        | 0,9%       | -         | -          | 1         | 0,05%      |
| Osetios      | 1         | 0,1%       | -         | -          | 1         | 0,05%      |
| Armenios     | 2         | 0,2%       | 1         | 0,1%       | -         | -          |
| Alemanes     | 12        | 1,1%       |           |            |           |            |
| Total        | 1104      | 100%       | 3043      | 100%       | 2047      | 100%       |

## Economía
En la época soviética, en la ciudad había fábricas de construcción y madera, fábricas de costura, confitería, vino y conservas, un cine.

## Infraestructura

### Arquitectura y monumentos
Ambrolauri alberga el Museo de Bellas Artes y un teatro.
Los alrededores de Ambrolauri son ricos en monumentos históricos como las iglesias de Barakoni y Nikortsminda. Se está desarrollando una zona recreativa en el lago Shaori, al sur de Ambrolauri.

### Transporte
Ambrolauri cuenta con un aeropuerto, inaugurado en enero de 2017, que puede servir aviones pequeños que transportan de 15 a 20 pasajeros principalmente con origen y destino Tbilisi. Su pista tiene 1,1 km de largo y una terminal de 600 metros cuadrados que puede atender a unas 50 personas a la vez.

## Galería

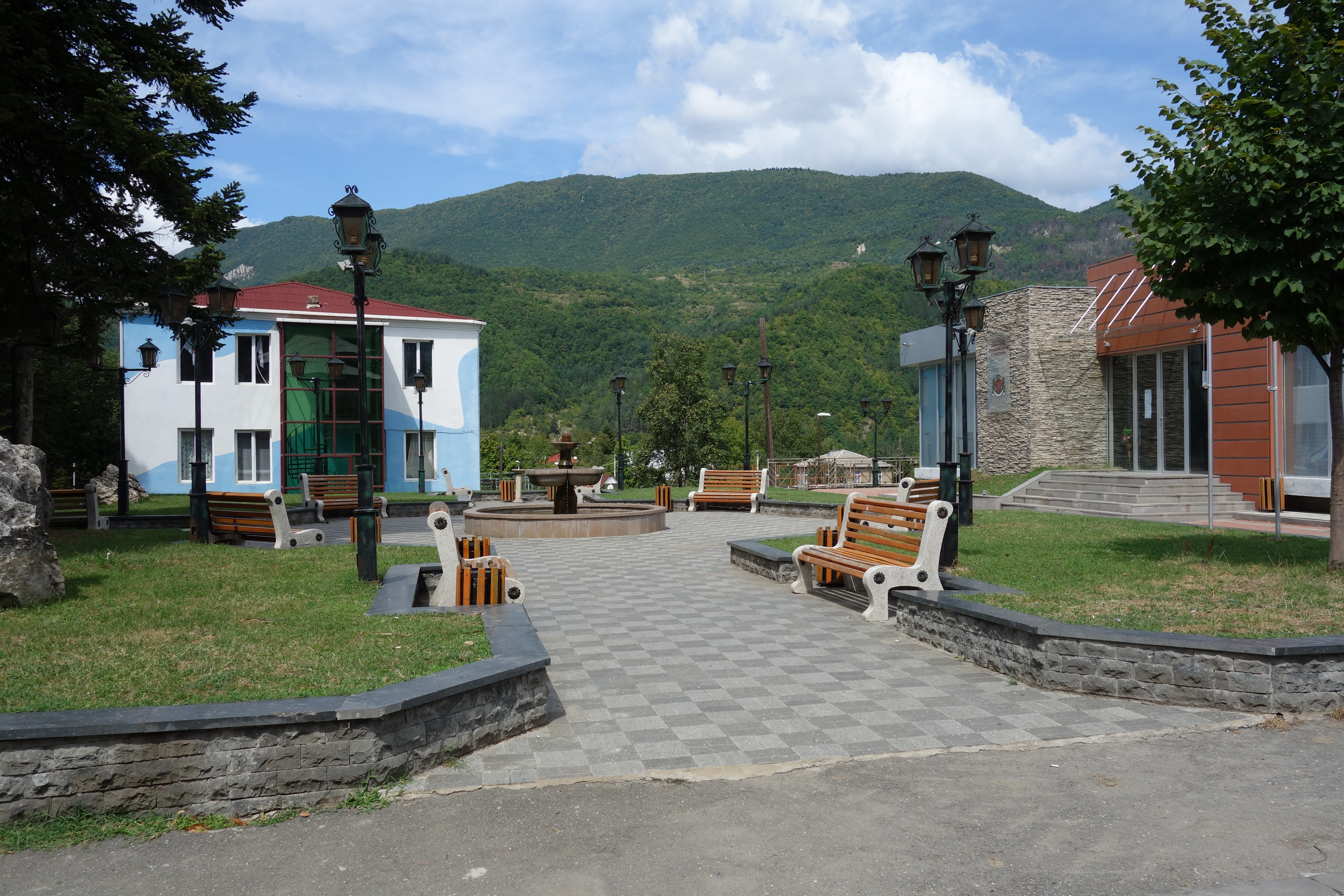
Plaza local
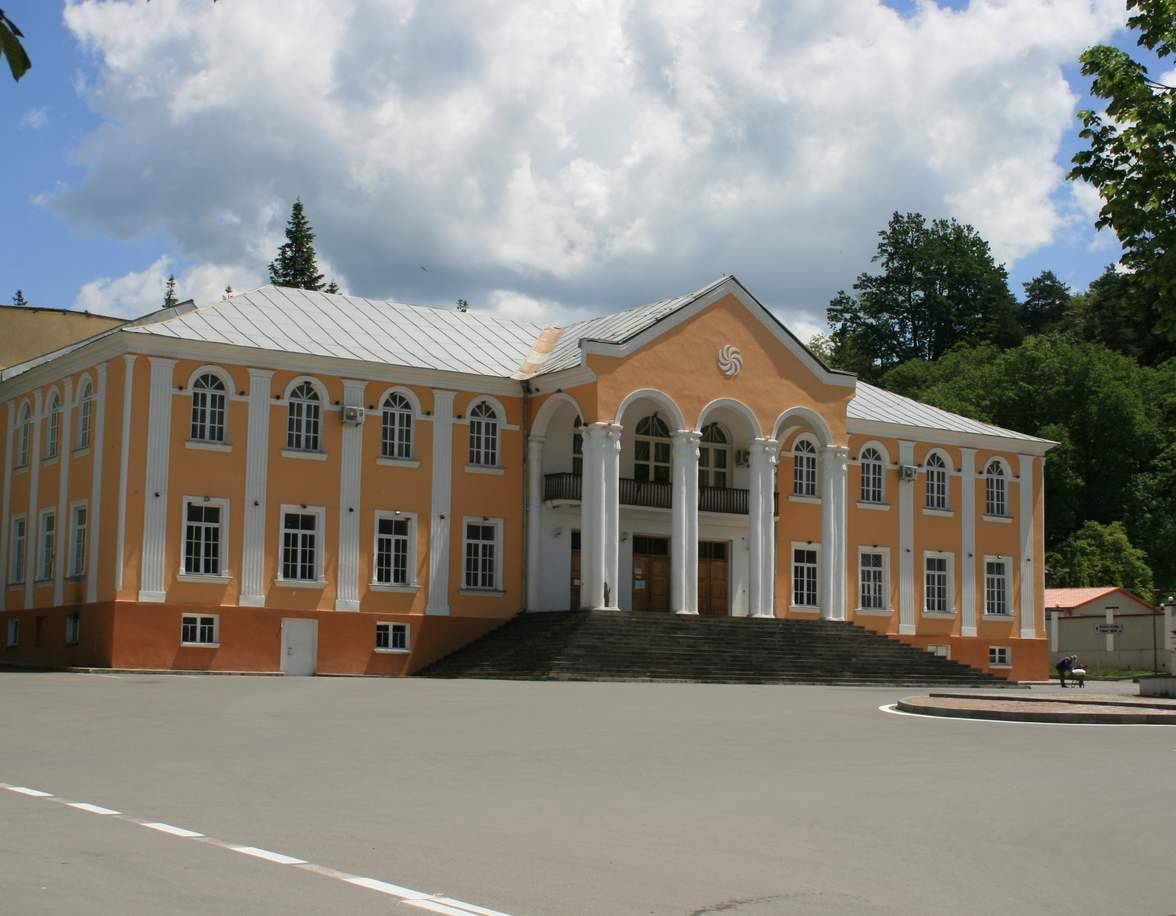
Museo de Bellas Artes de Ambrolauri
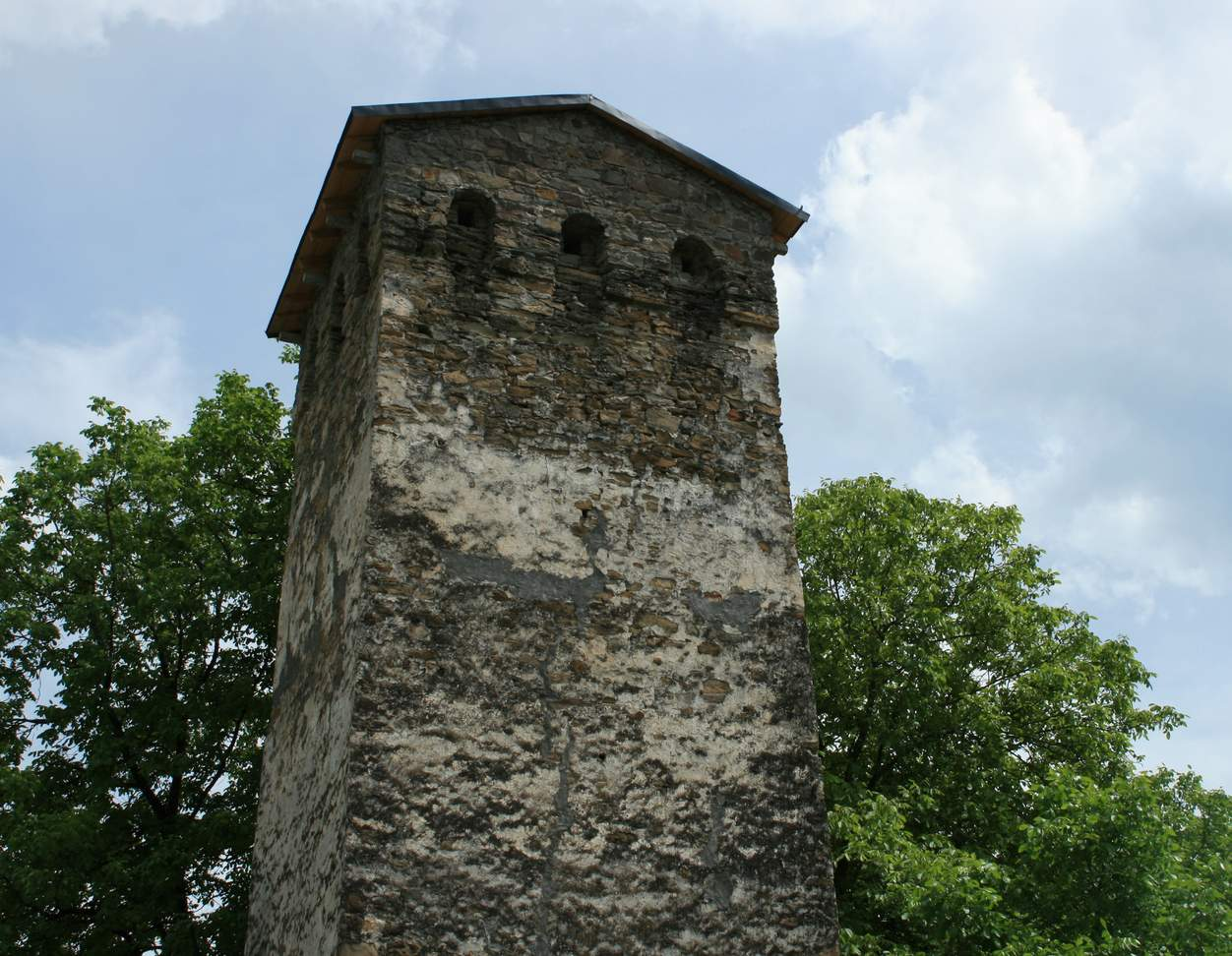
Torre de Ambrolauri o Torre Machabeli